# 김형욱 납치 암살 사건
김형욱 납치 암살 사건, 혹은 김형욱 실종 사건은 1979년 10월 7일에 김형욱 전 중앙정보부 부장이 프랑스 파리에서 중앙정보부 요원에 의해 납치, 암살, 실종된 사건이다. 2007년 '국정원 과거사건 진실규명을 통한 발전위원회'의 조사에 따르면 김형욱은 중앙정보부 요원에 의해 암살되었다고 한다.
김형욱은 육사 8기로 군생활중이던 1961년, 5.16군사쿠데타에 가담한후 중앙정보부 부장이 되면서 무소불위의 권력을 휘두르는 권력의 실세가 되었다. 영원할것 같았던 권세는 3선개헌의 진통속에 이만섭 의원이 제시한 '3선개헌의 선제조건'에 '김형욱 해임'이 포함되어 경질되면서 6년만에 끝나고 말았다. 경질후 박정희와 사이가 벌어지더니 1972년 유신 출범후 완전히 권력의 중심에서 배제되어 몰락의 길을 걸었다. 박정희와의 갈등은 김형욱이 미국망명후 1977년 프레이저 청문회에 출석하여 정권의 비리를 거침없이 폭로하면서 회복할 수 없는 지경에 이르렀다. 1979년 10월 7일, 파리에 간후 실종되어 연락이 두절되었으며 이후 정확한 행방이 알려지지 않은채 여러설들이 난무했었다.

## 사건의 발단

### 출세 가도
김형욱은 황해도 신천 출생으로 광복 후 월남하여 육군사관학교를 8기로 졸업한 후 군생활을 했다. 육군 중령 시절인 1961년 박정희(1917~1979)가 주도한 5·16 군사 정변에 가담하면서 국가재건최고회의 최고위원을 지냈다. 1963년 7월, 제4대 중앙정보부 부장에 임명된후 10월 13일 육군 준장으로 예편하였다. 중앙정보부 부장 재임 6년동안 각종 정치적인 사건에 간여하며 악역을 자처했고 가차없이 정적을 제거하면서 이후락 비서실장과 함께 박정희를 보좌하였다.
그 과정중에 부정부패를 일삼아 이후락, 윤필용과 함께 권력형 부정축재 3인방으로 낙인찍히며 국민적 원성과 비난을 받기도 했다. 김형욱은 대통령의 신망을 등에 업고 무소불위의 횡포를 일삼았으며 목적달성을 위해서는 수단과 방법을 가리지 않았다. 선거철에는 금권, 관권을 동원하며 부정선거에 앞장섰다. 여야를 가리지 않고 국회의원들을 사찰하여 축첩등 사생활의 비리를 캐냈고, 필요하면 언제든지 함정을 파서 약점을 잡은 뒤 협박을 일삼았다.

### 몰락의 시작
1968년 5월에 '국민복지회 사건'이 터지자 여당 국회의원 조차 고문하는 일을 자행하며 악명을 떨쳤다. 김형욱의 권력남용과 의정활동 간섭이 지나치자 1969년 여당인 공화당은 박정희에게 김형욱과 이후락의 해임을 '3선개헌의 선행조건'으로 제시하였다. 이 제안은 7월 29일, 3선개헌에 관한 논의차 비공개로 진행된 의원총회에서 이만섭 의원이 제안하였고 당의 공식입장으로 결정되었다. 3선개헌이 필요했던 박정희는 이를 수용했고 개헌이 날치기 통과된후 국민투표로 확정되자, 1969년 10월 20일에 전격적으로 김형욱을 경질하였다.
김형욱은 지난 6년이란 긴 시간동안 박정희의 그림자가 되어 밤낮없이 온갖 비난을 받아가며 충성했음에도 불구하고 경질 당한것에 대해 강한 불만을 노골적으로 표출했다. 같은날 함께 경질된 이후락은 박정희 신봉자답게 김형욱과는 정반대로 처신했다. 그 때문인지 이후락은 곧 주일본 대사로 발령받았으나 김형욱은 한동안 무직상태로 지냈다. 이후에도 이후락은 중앙정보부 부장이 되어 권력실세로 복귀했으나 김형욱은 본격적으로 몰락의 길을 걷게 된다.

### 미국 망명
1971년에 김형욱은 민주공화당 전국구 국회의원으로 당선되어 의정활동을 하였으나 1972년 10월 17일에 유신이 선포되자 의원직을 상실했다. 이후 1973년 3월, 사실상 대통령이 임명하는 유신정우회 소속 국회의원에서 제외되었다. 지난번 중정부장에서 경질된 후, 야당의 리더인 김대중과 비밀리에 자주 접촉하며 협력한것 때문이었다. 이일로 몇번 청와대로 불려가 추궁 당했으며 총선 공천후보 명단에도 누락되는 수모를 겪었다. 이후 박정희에게 깊은 원망을 품게 되었고 망명을 최종 결심한 것으로 보인다. 1973년 4월 15일 김형욱은 중화민국 학술원으로부터 명예박사학위를 받는다는 핑계로 타이완으로 출국한후 미국으로 망명했다.

### 정권의 비리 폭로
박정희는 김형욱을 설득하기 위해 정일권, 김종필, 김동조, 오치성 등 정부 고위급 인사들을 미국으로 보냈다. 계속되는 고위층들의 설득과 회유에도 김형욱은 응하지 않았고, 오히려 1977년 6월 2일에는 <뉴욕타임스>와 기자회견을 갖고, 박정희 정권의 내부비리를 폭로했다. 김형욱이 박정희에게 불만을 품고 비리폭로에 나선 이유는, 3선 개헌의 1등 공신인 자신을 해임하고, 유신정우회 국회의원에서도 제외하였다는 이유 때문이다.
코리아게이트 사건이 터지자 김형욱은 1977년 6월 22일 미국 연방 하원의 프레이저 청문회에 나가 박정희 정부의 비밀스러운 사건들을 거침없이 폭로하였다. 이후 박정희 정권의 각종 비리가 담긴 회고록을 일본에서 출간 하였다. 이 책은 김경재(필명 박사월)와 공동 집필 형식을 취한 것으로 1980년대에 밀리언셀러가 된다.

## 암살 작전

### 납치와 암살
1979년 10월 1일, 미국에 있던 김형욱은 당시 중앙정보부 제1차장 윤일균으로부터 프랑스 파리로 가라는 통보를 받고 1979년 10월 4일, 파리로 갔다. 1979년 10월 7일 당시 중앙정보부 부장 김재규가 공작원으로 보낸 중앙정보부 연수생 1명과 외국인 2명이 합세하여 납치후 암살하였다. 이 사건 당시 프랑스 주재 대한민국 대사관 공사 이상열(李相悅, 1929~2006)도 김재규 중앙정보부 부장의 사주를 받고 현장 지휘 및 방관하였다. 김형욱에게는 1990년 10월 22일을 기하여 서울지방법원에서 최종적으로 사망 선고가 내려졌다. 2005년 12월, 미국에서 김형욱의 가묘가 재미교포 언론인 안치용에 의해 발견되기도 했으나 이는 가족들에 의해 추모의 의미로 조성된 것으로 추정되고 있다.

### 암살 배후
1977년 6월 17일, 박정희는 김형욱 전 중앙정보부장을 용서할 수 없다는 내용의 '대통령 특별지시사항'을 당시 중앙정보부에 하달하였다. 김형욱 전 부장의 미국 망명 이후 행각은 개인의 문제가 아니므로 정부는 온갖 노력을 다해야 할 것임을 명심할 것이며, 본 건에 관한 한 용서란 있을 수 없다는 것이 주요내용이다. 또한 미 하원 청문회 직후인 77년 6월말 최규하 국무총리 주재로 "김형욱 대책회의"를 3차례 여는 등 정부 차원의 대응책 마련에도 부심했었다. 대책회의만으로 끝낸 것도 아니다. 박정희는 김형욱을 염두에 두고 '반국가행위자의 처벌에 관한 특별조치법'을 1977년 12월 31일에 제정한 적이 있다.
이런 사실들로 볼때 김재규 중정 부장이 단독으로 결정했다기 보다는 그 윗선에서 기획됐을 가능성이 크다. 따라서 그동안 의혹으로만 제기되어 왔던 박정희의 '암살 지시설'에 신빙성은 높다고 볼 수 있다. 그러나 아직까지 직접적인 증거가 발견되지는 않았다. 1979년 10·26 사건 당시 보안사령관 전두환이 김재규를 강도 높게 조사했지만 김형욱에 관한 말은 한마디 들을 수 없었다고 한다. 당시 김재규의 변호인이었던 강신옥등도 같은 증언을 하였다. 김경재가 쓴 《김형욱 회고록》에 의하면 박정희가 내린 암살 관련 지시는 없었다고 한다. 사건 당시 프랑스 공사로 핵심증인인 이상열은 훗날 1998년 6월, 국가안전기획부 진상 규명 과정에서 배후에 대한 진술을 거부한 바가 있다.